# Veauchette
Veauchette là một xã trong tỉnh Loire miền trung nước Pháp.